# One-Trick Pony (soundtrack)
One-Trick Pony är Paul Simons femte soloalbum, utgivet i augusti 1980. Det är producerat av Paul Simon och Phil Ramone. Albumet är ett soundtrack till filmen One-Trick Pony.
Albumet nådde Billboardlistans 12:e plats. 
På den Englandslistan nådde det 17:e plats. Låten "Late in the Evening" nominerades i kategorin årets låt på den Amerikanska grammysgalan 1980 .

## Låtlista
Singelplacering i Billboard inom parentes. Placering i England=UK 
1. "Late in the Evening" - 4:02 (#6, UK #58)
2. "That's Why God Made the Movies" - 3:38
3. "One-Trick Pony" - 3:54 (#40)
4. "How the Heart Approaches What It Yearns" - 2:49
5. "Oh, Marion" - 4:00
6. "Ace in the Hole" - 5:43
7. "Nobody" - 3:33
8. "Jonah" - 3:30
9. "God Bless the Absentee" - 3:15
10. "Long Long Day" - 3:48
11. "Soft Parachutes"
12. "All Because of You"
13. "Spiral Highway"
14. "Stranded in a Limousine"

11-14 är bonusspår på den remastrade CD-utgåvan från juli 2004

## Singlar
- "Late in the Evening" / "How the Heart Approaches What It Yearns" (US #6, UK #58)
- "One Trick Pony" / "Long, Long Day" (US #40)
- "Oh, Marion" / "God Bless the Absentee"